# 嘉芙蓮·伍德
嘉芙蓮·達迪·伍德（英語：Cathie Duddy Wood，1955年—），美國金融分析師及企業家，現任方舟投資行政總裁及投資總裁，以投資破壞性創新科技公司及其基金的高回報獲得廣泛關注，有「科技股女股神」的外號。

## 簡歷

### 早年經歷
嘉芙蓮·伍德生於加利福尼亞州洛杉磯，
其父母為來自愛爾蘭的美國移民，在其成長之時曾積極鼓勵她找尋自己的夢想。伍德的爸爸曾於愛爾蘭軍隊及美國空軍服務，其後成為一名成功的雷達系統工程師。由於其父非常注重細節，因此促使伍德發現事物之間的聯繫。
其後，她在1974年於聖母學院高中畢業後，於1981年在南加州大學獲得金融經濟學學士學位，並以最高級及優秀的拉丁文學位榮譽畢業。在南加州大學就讀期間，伍德以其傑出的表現給予著名經濟學家阿瑟·拉弗很深的印象，而拉弗亦在之後指導伍德在經濟和商業領域上的發展，其後兩人亦持續聯絡，在很多層面上互相指教。

### 金融生涯
1977年，她在導師拉弗的引薦下，在資本集團公司獲助理經濟師職位，開始其金融分析師的職業生涯。其後，她於1980年轉職Jennison Associates任首席經濟師。1981年，她曾提前成功預測通貨膨脹和利率已經到達頂峰，但被當時的上司所白眼。同時，在1980年代初期，她曾與銀行家亨利·考夫曼辯論為何她認為利率已經到頂。此經驗令伍德認為違背所謂「共識」的潛力非常巨大，令她常以自身經驗反其道而行獲得成功。1985年及1990年起，她兼任該公司的股票研究分析師及投資組合經理。
1998年，伍德合夥成立對沖基金Tupelo Capital，任投資組合經理主理該基金的宏觀戰略。2000年，該基金一共管理8億美元的資產。2001年，她轉到聯博資產管理任投資長，負責管理基金達50億美元的投資組合。在2007年–2008年環球金融危機中，伍德曾被批評其基金表現跑輸大市。
2014年，因聯博認為基於破壞性創新的交易型開放式指數基金（ETF）的想法風險太大，伍德離開了聯博公司，並於同年1月成立方舟投資，任該基金的行政總裁至今。方舟投資以約櫃命名，而伍德在當時則讀了一年《聖經》。
在創業初期，其公司在2014年至2016年間，基金排行處於同類基金的末端，亦需要靠伍德投入積蓄和出售股份維持運作。但自2017年起，隨著公司持有的股票開始上漲，開始持續增長。
2020年，伍德被彭博社榮譽退休總編輯溫以樂評選為2020年最佳選股人。截至2021年3月，按淨資產總額計，伍德管理的兩隻基金在女性管理的10大基金中名列前茅。

## 觀點

### 投資策略
伍德認為傳統的大型基金對科技股的分析思維落後，難以與日新月異的科技時代並進，因此是她成立ARK Invest的主要原因。當中，其基金曾作出不少被市場認為是極度破格的投資策略，如在2015年時投資比特幣，在兩年後該幣升至近二萬美元的歷史高位前，接近全數減持旗下基金持有的比特幣。
同時，伍德亦以其對特斯拉的樂觀前景觀望聞名。在ARK Invest成立初期，她已將該公司的股票列為基金中第五大股份。在2016年至2018年市場質疑該公司的前景下，她繼續增持特斯拉的股票。
至2018年8月，在該公司的股價徘徊在320元左右的水平時，伍德曾向伊隆·馬斯克發公開信，指出特斯拉在五年內股價估值為每股700到4000美元之間，反對他提出私有化公司的提議。而馬斯克指出他和董事會在閱讀其信件後，影響了他們的決定。2020年1月中，伍德將目標上調至6000美元，
至1月末ARK Invest更發表文章指出特斯拉股票的目標價為7000美元。

### 破壞性創新
ARK Invest以投資人工智能、能源儲備（如電池系統、電動汽車、自動駕駛）、機器人技術、DNA測序及區塊鏈技術五個創新領域為主。
伍德認為傳統的基金經理過於關注行業和短期價格走勢，無法關注破壞性創新公司所帶來的長期影響和增長潛力。而她亦認為破壞性創新會導致成本快速下降，跨行業和地域化，並具有催生進一步創新的能力，從而在廣泛的時間範圍內實現增長。

### 公司組織
與其餘投資基金不同，ARK Invest的分析師幾乎全數沒有財經背景，團隊曾從事不同科技行業，如為癌症研究人員、人工智能專家、遊戲工程師，甚至是帆船船長。伍德認為分析師擁有從業科技業的經驗，已在新世界中站了腳，能夠理解科技如何運作，因而具有極強的創造力。
同時，伍德亦積極創造多元就業環境，其基金內有四分之一的成員為有色人種，當中的30%為女性，並以20多歲的人為多數。

## 基金表現
在2018年時，在美國上市的1818隻交易所買賣基金（ETF）中，ARK Invest的三隻ETF是首十五名在三年內表現最好的基金。2020年，ARK Invest的創新ETF，在584隻擁有至少10億美元資產的全球基金中表現最佳，更在過去三年中以高達165%的回報率擊敗投行貝萊德的基金表現。
據彭博新聞社彙編的數據顯示，ARK Invest的基金自成立以來，收益幾乎是標準普爾500指數的2.4倍，或納斯達克指數的1.7倍。

## 個人生活相關

### 個人生活
伍德本於康涅狄格州威爾頓居住，但在2019冠狀病毒病疫情爆發後，她於南卡羅來納州希爾頓黑德島中購買了房子，並遷至那裡遙距工作。她已與前夫羅伯特·伍德（Robert Wood）離婚，他亦於2018年去世。她有三個孩子：凱特琳（Caitlin）、卡羅琳（Caroline）和羅伯特（Robert）。伍德有散步的興趣，通常在每天早晨的五個小時的虛擬會議後就會前往散步。 她通常在早上七時起床，並開始閱讀研究報告。
伍德是虔誠的基督徒。 她每天早上一邊泡咖啡一邊閱讀《聖經》，並且是當地教會的活躍成員。
2018年，她向出身的高中捐贈資金成立Duddy創新學院，該學院鼓勵女孩學習破壞性創新。

### 政治立場
伍德從「嚴格的經濟角度」出發，在2020年美國總統選舉中支持唐納德·特朗普連任。伍德擔心在喬·拜登的管治下，美國有可能會增加資本利得稅及對未實現收益（Unrealized gains）加徵新稅。但伍德在選舉後表示由於她認為這些變化不太可能，因此她的擔憂得以平息。

### 網路文化
伍德在Reddit上擁有大量跟隨者，韓國的網民以其姓氏為基礎，稱呼她為「錢樹姐姐」（돈나무 언니）。中國大陸的網民稱呼她為「木頭姐」，而香港則稱呼其為「連登契媽」。

## 外部連結
- 嘉芙蓮·伍德的X（前Twitter）（英文）